# Kancellária palota (Ragusa)
A Kancellária palota (olaszul Palazzo della Cancelleria) Ragusa óvárosának egyik legszebb barokk épülete. A Nicastro család megbízásából épült a 18. század elején, de a következő évtizedek során többször is átalakították. A város a 19. században vásárolta meg, ekkor vált a helyi kancelláriai hivatal otthonává. A palota a Ragusa Iblát és Ragusa Superiorét összekötő lépcsősorok és utcák kereszteződésénél épült fel. Az épület jellegzetessége a hatalmas erkélye, ami szinte teljes mértékben meghatározza az épület kinézetét. További érdekessége a főhomlokzat két oldalát lezáró két hatalmas lizéna. A főbejáratot szintén két lizéna szegélyezi, amelyek egy gazdagon, puttókal és virágmotívumokkal díszített timpanon tartanak. Az erkély és a főbejárat timpanonja között egy kerek levegőztető nyílás található.